# Arco di Trionfo (Pyongyang)

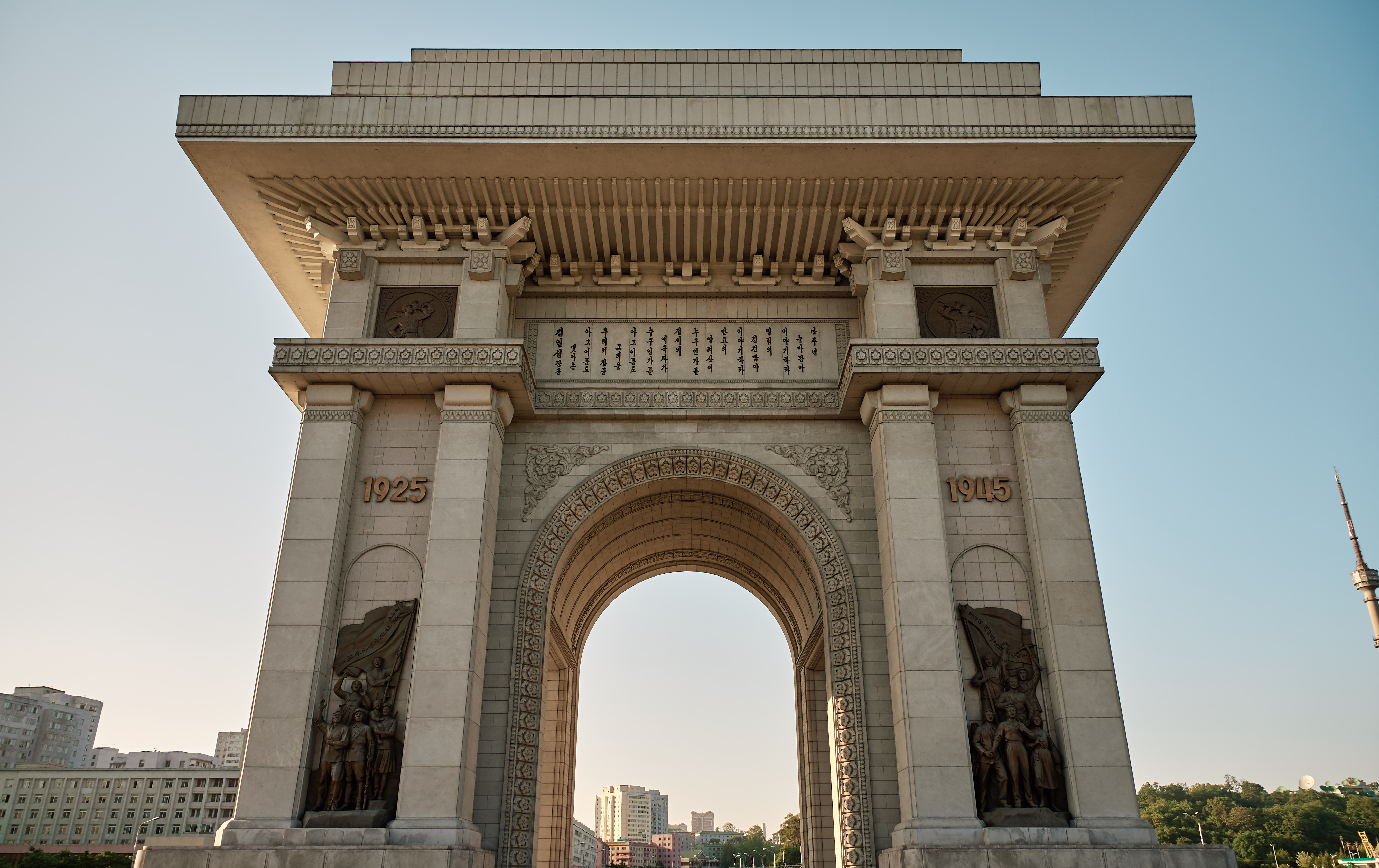
L'arco di Pyongyang

L'Arco di trionfo di Pyongyang (평양 개선문?, 凱旋門?) è un arco trionfale situato nella capitale  della Corea del Nord.
Venne eretto per celebrare Kim Il-sung come guida della Corea del Nord e della resistenza coreana durante l'occupazione giapponese ed è l'arco più grande al mondo finora costruito.

## Struttura
L'arco è chiaramente ispirato all'arco di trionfo di Parigi ma misura circa 60 metri d'altezza e 50 di larghezza ed è quindi più grande. È interamente rivestito da 25.500 blocchi di granito bianco, simbolo del numero di giorni (equivalenti a circa 70 anni) vissuti da Kim Il-sung fino a quel momento.
Le iscrizioni dell'arco riportano la Canzone del generale Kim Il-sung (inno rivoluzionario), l'anno 1925, quando si racconta che Kim iniziò la lotta di liberazione nazionale e l'anno 1945, quando l'occupazione giapponese terminò.

## Costruzione
Venne inaugurato nell'aprile 1982 ai piedi della collina Moran a Pyongyang in occasione dei 70 anni di Kim Il-sung.